# Haplocladium perparaphyllum
Haplocladium perparaphyllum är en bladmossart som beskrevs av R. Watanabe 1972 [1973. Haplocladium perparaphyllum ingår i släktet Haplocladium och familjen Thuidiaceae. Inga underarter finns listade i Catalogue of Life.